# Amgala 001
Koordinaten: 26° 0′ 50″ N, 11° 1′ 11″ O
Amgala 001 ist ein aus etlichen Fragmenten bestehender Marsmeteorit, der 2022 im Gebiet Saguia el Hamra (arabisch الساقية الحمراء al-Saqiyah al-Hamra'a) in der Westsahara gefunden wurde. Er wird als     Shergottit klassifiziert.

## Fundgeschichte
Im Dezember 2022 wurden in der Nähe der Oase Meharrize mehrere offenbar zusammengehörende Steine gefunden. Said Muftah Bachir und Ziyao Wang kauften den Findern zusammen 12 kg ab, darunter das größte Einzelstück von 5,2 kg; Mark Lyon erwarb weitere 19,165 kg von zwei verschiedenen Händlern und Aziz Habibi erhielt 3,5 kg von einem anderen Händler.
Der Meteorit (d. h. sein Typusfragment mit 68,3 g) wurde von A. Irving von der University of Washington, Department of Earth and Space Sciences, petrographisch untersucht. Aufgrund der Analysen wird er von der Meteoritical Society als Marsmeteorit (Shergottit) klassifiziert und gehört damit dem SNC-Clan an.

## Entstehung der Marsmeteoriten
Die Marsmeteoriten sind durch eines oder mehrere Impaktereignisse aus dem Mars herausgeschleudert worden.
Wenn vor langer Zeit ein großer Asteroid auf dem Mars einschlug und Gestein von der Marsoberfläche (ggf. bis in obere Schichten des Marsmantels) mit genügend Energie ablöst, damit Teile davon der Atmosphäre und der Gravitation des Mars entkommen können. Das meiste Marsmaterial verbleibt je nach Einschlagwinkel gewöhnlich in einem Marsorbit. Die Brocken, die dem Schwerefeld des Mars entkommen, können die Sonne Millionen von Jahren lang auf einer elliptischen Bahn umkreisen. Die Erdbahnkreuzer unter ihnen können schließlich auch auf der Erde als Marsmeteoriten niedergehen.
Schätzungsweise stammen nur 0,07 % der Meteoriten auf diese Weise vom Mars.

## Identifikation der Marsmeteoriten
Die Identifikation der Marsmeteoriten (und analog der vom Erdmond oder ggf. großen Asteroiden stammenden Meteoriten) kann aufgrund der Geochemie und Isotopenanalyse erfolgen. Ähnlich kann auf die Transitzeit geschlossen werden, d. h. wie lange die Meteoriten der kosmischen Strahlung und dem Sonnenwind ausgesetzt waren (kosmischen Strahlenbelastung, englisch cosmic-ray exposure, CRE). Die Marsmeteoriten weisen eine präzise Element- und Isotopenzusammensetzung auf, die derjenigen von Gestein und Atmosphärengasen ähnelt, die von Raumsonden auf dem Mars analysiert wurden, angefangen mit dem Viking-Lander 1976. Im Vergleich zu anderen Meteoriten haben Marsmeteoriten ein jüngeres Entstehungsalter, eine charakteristische Mars-typische Sauerstoff-Isotopenzusammensetzung. Interessant, wenn wässrige Verwitterungsprodukte nicht von irdischen Verwitterungsprozessen stammen, sondern bereits vom Mars stammen.
Damit Gestein von der Marsoberfläche oder gar tieferen Schichten (Mantel) in den Weltraum geschleudert werden kann, ist ein riesiger Asteroideneinschlag, der die zum Erreichen der Fluchtgeschwindigkeit erforderliche Energie liefern kann. Ein solch gewaltiger Asteroideneinschlag könnte katastrophale Auswirkungen auf die Umwelt des Mars haben bis zu einem (teilweisen) Verlust der Marsatmosphäre und das Verschwinden des Oberflächenwassers. Falls es jemals Leben auf dem Planeten gegeben hätte, wäre auch dieses existentiell bedroht gewesen. Die wenigen Meteoriten vom Mars könnten davon ein stummes Zeugnis geben (Erbe 2008).
Amgala 001 ist selbst für Marsmeteoriten besonders jung, da er erst vor 180 Millionen Jahren kristallisiert ist, was darauf hindeutet, dass zu es zumindest zu dieser Zeit noch vulkanische Aktivität auf dem Mars gab. Vulkanische Ströme machen den geologisch jüngsten Teil eines Planeten oder Mondes aus, und dieser hier wurde zufällig von einem Meteoriteneinschlag getroffen, sodass das ganz jugendliche Marsgestein ausgeworfen wurde.
Mit Stand 2008 war lediglich ein einziger Marsmeteoriten erzeugender Einschlag auf diesem Planeten identifiziert – anders als beim Mond, wo man von mehr als 35 Mondmeteoriten erzeugenden Impaktereignissen ausgeht.

## Physikalische Charakterisierung
Amgala 001 weist einen insgesamt niedrigen terrestrischen Verwitterungsgrad auf.
Die Außenflächen der Steine sind braun und haben ein ausgeprägtes knorriges Aussehen.
Das Innere hat eine grünlich graue Farbe mit dunkleren Olivin-Phänokristen (auskristallisierten Einsprenglingen aus der gleichen Grundmasse).
Die Proben sind von undurchsichtigen Schockadern durchzogen und weisen auch Kalziumäderchen (englisch ‚calcium veinlets‘) auf.

## Petrographie, Geochemie und Klassifikation
Analysen wurden von A. Irving von der University of Washington, Department of Earth and Space Sciences (UWS), und P. Carpenter von der Washington University in St. Louis (WUSL) vorgenommen.
Bis zu 2 mm lang zonierte Olivin-Phänokriste sind in eine Grundmasse mit variabler Korngröße eingebettet. Diese besteht überwiegend aus prismatischem, zoniertem Klinopyroxen und lattenartigem Maskelynit, zusammen mit akzessorischem Alkalifeldspat, Pyrrhotit, Ulvöspinell, Chromit (mit variablem Ti-Gehalt), Ilmenit, Baddeleyit und Chlorapatit. Dünne undurchsichtige Schockadern durchziehen die Probe ebenso wie sekundäre Kalzitäderchen. Die Olivin-Phänokriste enthalten kleine Flecken von Alterationsprodukten, die im Dünnschliff rotbraun erscheinen.
Es findet sich Olivin, Pigeonit, subcalcitischer Augit (en. subcalcic augite), Maskelynit und Alkalifeldspat. Anteile in mol% sind:
```
Fayalit
:      31,7–56,6

Ferrosilit
:    27,7–48,4; 20,7–30,4

Wollastonit
:   8,0–10,4; 32,5–34,6
```

Die Klassifikation erfolgt (aufgrund dieser Merkmale) als olivin-phyrischer Shergottit.

## Aufbewahrung
Die Fragmente verteilen sich wie folgt:
- 68,3 g (Typus) einschließlich eines polierten Dünnschliffs bei der University of Washington, Burke Museum of Natural History and Culture (UWB)
- 12 kg bei Hrn. S. Bachir und Ziyao Wang, Hebei Geo University[3]
- 19,165 kg bei Hrn M. Lyon
- 3,5 kg bei Hrn. A. Habibi

## Weiterführende Literatur
- Annarita Franza, Xhonatan Shehaj. Giovanni Pratesi: A Fistful of Mars Exploring the Ro&#x200B:le of Martian Meteorites in Cultural Heritage and Scientific Inquiry. Auf: MDPI: Heritage, Band 7, Nr. 12, 10. Dezember 2024, S. 6981–6997; doi:10.3390/heritage7120323 (englisch).